# Yasmine Dubois
Yasmine Dubois, connue professionnellement sous le pseudo de Lafawndah, puis celui de Kukii, est une chanteuse, auteure-compositrice, productrice et réalisatrice française d’origine égyptienne.

## Biographie
Yasmine Dubois grandit à Paris, en France, mais est par sa famille d'origine égyptienne, iranienne et anglaise. Elle vit dans différentes villes, dont Los Angeles, Mexico et Londres,.
Pendant son séjour à Mexico, sous le pseufd de Lafawndah, elle cofonde un groupe de filles, NIDADA. Après un trimestre à la Red Bull Music Academy, elle enregistre et coproduit un EP éponyme Lafawndah, autoédité en 2014.
En 2016, un nouvel EP, Tan, de Lafawndah sort sur Warp Records. En 2017, elle participe au troisième album, Dust, de Laurel Halo
En 2018, Yasmina Dubois s'associe à une compositrice et percussionniste japonaise, Midori Takada (en), une pionnière de la musique ambient et minimaliste, pour créer une pièce multimédia, Le Renard Bleu. Autour de ce Renard Bleu, Takada et Lafawndah produisent aussi une œuvre scénique, Ceremonial Blue, jouée notamment au Barbican de Londres au printemps 2019.
En 2019, le premier album de Lafawndah, Ancestor Boy, sort sur son propre label Concordia, distribué par !K7. Cet album est un projet collaboratif, avec des featuring de Jon Hassell, Julie Byrne, Valentina Magaletti, Jamie Woon, Kelsey Lu, Gaika, ADR, L-Vis 1990, Joao Filipe, et Bonnie Banane, ainsi qu'une reprise de « Vous et Nous » par Brigitte Fontaine et Areski Belkacem,.
The Fifth Season, le deuxième album de Lafawndah, sort le 8 septembre 2020. Une fois de plus, elle a travaillé avec le tubiste Theon Cross, le tromboniste Nathaniel Cross, Valentina Magaletti aux percussions, Nick Weiss au clavier et à la production, ainsi qu'avec Lala &ce en tant qu'invitée. Les paroles du premier single You, At The End sont tirées d'un poème de l'artiste Kae Tempest. The Fifth Season comprend également une reprise de Don't Despair de Beverly Glenn-Copeland.
Lafawndah participe également à de nombreuses tournées, emmenant ses spectacles dans le monde entier. Elle tourne ainsi avec Kelela en 2015 et 2017, et assure la première partie du groupe américain Hundred Waters.
Revenant au Caire, elle change de pseudo, adopte celui de Kukii et change de style de musique, passant d’une musique pop électronique et expérimentale à un mélange survolté de percussions et d’arghoul qui rappelle  l’énergie du mahraganat,.

## Liens
- (en) Site officiel
- Ressources relatives à la musique :   - AllMusic
  - Bandcamp
  - Discogs
  - Last.fm
  - MusicBrainz
  - Muziekweb
  - Rate Your Music
  - Songkick
  - SoundCloud
- Ressource relative à l'audiovisuel :   - IMDb
- Notices d'autorité :   - VIAF
  - ISNI
  - GND